# لیک تاپاوینگو (میزوری)
لیک تاپاوینگو (به انگلیسی: Lake Tapawingo) یک شهر در ایالات متحده آمریکا است که در شهرستان جکسون، میزوری واقع شده‌است. لیک تاپاوینگو ۱٫۲۹ کیلومتر مربع مساحت و ۷۳۰ نفر جمعیت دارد و ۲۵۹ متر بالاتر از سطح دریا واقع شده‌است.